# Potenciòmetre (instrument de mesura)
Un potenciòmetre és un instrument per mesurar la tensió o la "diferència de potencial" mitjançant la comparació d'una tensió desconeguda amb una tensió de referència coneguda. Si s’utilitza un instrument indicador sensible, s’obté molt poc corrent de la font de la tensió desconeguda. Atès que el voltatge de referència es pot produir a partir d’un divisor de tensió calibrat amb precisió, un potenciòmetre pot proporcionar una alta precisió en la mesura. Johann Christian Poggendorff va descriure el mètode cap al 1841 i es va convertir en una tècnica de mesura de laboratori estàndard.
En aquesta disposició, es compara una fracció d’una tensió coneguda d’un cable corredís resistiu amb una tensió desconeguda mitjançant un galvanòmetre El contacte lliscant o netejador del potenciòmetre s’ajusta i el galvanòmetre es connecta breument entre el contacte lliscant i el voltatge desconegut. S’observa la deflexió del galvanòmetre i s’ajusta la aixeta corredissa fins que el galvanòmetre ja no es desvia de zero. En aquest moment, el galvanòmetre no treu corrent de la font desconeguda i la magnitud de la tensió es pot calcular a partir de la posició del contacte lliscant.
Aquest mètode de mesura de l'equilibri nul continua sent important en la metrologia elèctrica i en els treballs d’estàndards i també s’utilitza en altres àrees de l'electrònica.
Els potenciòmetres de mesura es divideixen en quatre classes principals que s’enumeren a continuació.

## Principi de funcionament

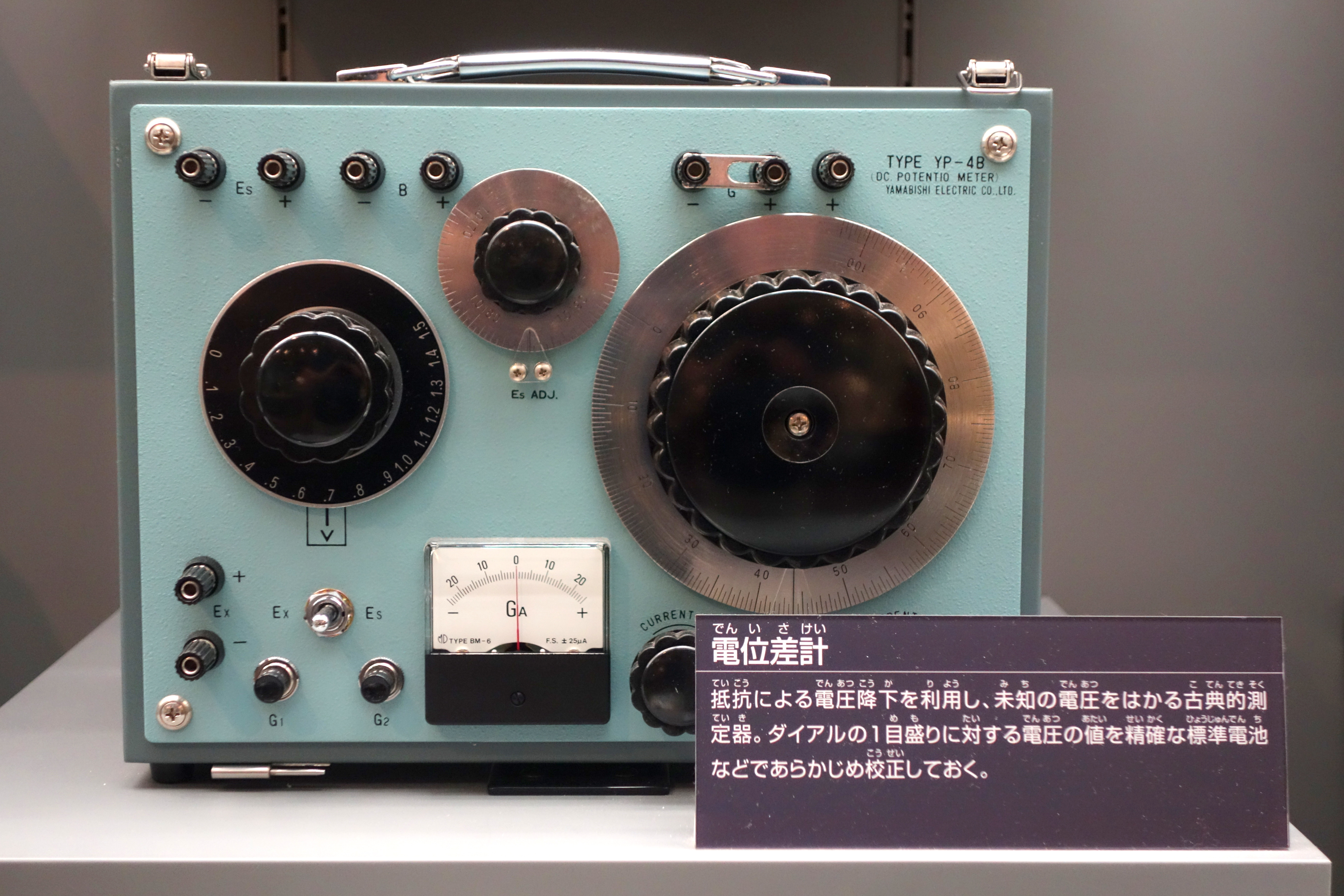
Potenciòmetre de marcatge, amb galvanòmetre incorporat i font de tensió de referència

El principi d'un potenciòmetre és que el potencial caigut a través d'un segment d'un fil de secció uniforme que porta un corrent constant és directament proporcional a la seva longitud. El potenciòmetre és un dispositiu senzill que s’utilitza per mesurar el potencial elèctric (o comparar l'emf d’una cèl·lula). Una forma de potenciòmetre és un cable uniforme d'alta resistència unit a un suport aïllant, marcat amb una escala de mesura lineal. En ús, una font de tensió regulable regulable E, de major magnitud que el potencial a mesurar, es connecta a través del cable per passar-hi un corrent constant.

Entre l'extrem del cable i qualsevol punt al llarg d'aquest serà un potencial proporcional a la longitud del cable fins a aquest punt. En comparar el potencial en punts al llarg del cable amb un potencial desconegut, es pot determinar la magnitud del potencial desconegut. L'instrument utilitzat per a la comparació ha de ser sensible, però no ha de ser particularment ben calibrat ni precís sempre que es pugui detectar fàcilment la seva desviació des de la posició zero.

## Potenciòmetre de corrent constant

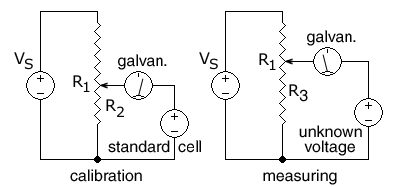
Calibrar un potenciòmetre i mesurar una tensió desconeguda.
R _{1} és la resistència de tot el fil de resistència. El cap de la fletxa representa el netejador en moviment.

En aquest circuit, els extrems d’un fil de resistència uniforme R 1 estan connectats a una font de corrent continu regulada V S per utilitzar-la com a divisor de tensió. El potenciòmetre primer es calibra posicionant l'eixugaparabrises (fletxa) al punt del cable R 1 que correspon al voltatge d’una cèl·lula estàndard de manera que {\displaystyle {R_{2} \over R_{1}}={{\mbox{cell voltage}} \over V_{\mathrm {S} }}}
S'utilitza una cèl·lula electroquímica estàndard la seva emf és coneguda (per exemple, 1.0183 volts per a una cèl·lula estàndard de Weston).
La tensió d'alimentació V S s'ajusta fins que el galvanòmetre mostra zero, indicant que la tensió a R ₂ és igual a la tensió de la cèl·lula estàndard.
A continuació, es connecta una tensió de corrent continu desconeguda, en sèrie amb el galvanòmetre, al netejador lliscant, a través d’una secció de longitud variable R ₃ del fil de resistència. El netejador es mou fins que cap corrent entra o surt de la font de tensió desconeguda, tal com indica el galvanòmetre en sèrie amb la tensió desconeguda. La tensió a través de la secció de filferro R 3 seleccionada és llavors igual a la tensió desconeguda. El pas final és calcular la tensió desconeguda a partir de la fracció de la longitud del fil de resistència que es va connectar a la tensió desconeguda.
No cal calibrar el galvanòmetre, ja que la seva única funció és llegir zero o no zero. Quan es mesura una tensió desconeguda i el galvanòmetre llegeix zero, no s’extreu cap corrent de la tensió desconeguda i, per tant, la lectura és independent de la resistència interna de la font, com si fos un voltímetre de resistència infinita.
Com que el fil de resistència es pot fer molt uniforme en secció i resistivitat, i la posició del netejador es pot mesurar fàcilment, aquest mètode es pot utilitzar per mesurar tensions de CC desconegudes superiors o inferiors a una tensió de calibratge produïda per una cel·la estàndard sense extreure cap corrent de la cel·la estàndard.
Si el potenciòmetre està connectat a una font de corrent continu de tensió com ara una bateria de plom-àcid, es pot utilitzar una segona resistència variable (no mostrada) per calibrar el potenciòmetre variant el corrent a través del cable de resistència R1.
Si la longitud del fil de resistència R 1 és AB, on A és l'extrem (-) i B és l'extrem (+), i el netejador mòbil es troba al punt X a una distància AX de la porció R 3 del fil de resistència quan el galvanòmetre dona una lectura zero per a una tensió desconeguda, la distància AX es mesura o es llegeix des d’una escala preimpresa al costat del cable de resistència. El voltatge desconegut es pot calcular: {\displaystyle V_{U}=(Calibration\ Cell\ Voltage){AX \over AB}}

## Potenciòmetre de resistència constant
El potenciòmetre de resistència constant és una variació de la idea bàsica en què s’alimenta un corrent variable a través d’una resistència fixa. S’utilitzen principalment per a mesures en el rang de mil·livolts i microvolts.

## Potenciòmetre de microvoltatge
Aquesta és una forma del potenciòmetre de resistència constant descrita anteriorment, però dissenyada per minimitzar els efectes de la resistència de contacte i de l'emf tèrmica. Aquest equip s’utilitza de manera satisfactòria fins a lectures de 1000 nV més o menys.

## Potenciòmetre de termoparell
Un altre desenvolupament dels tipus estàndard va ser el "potenciòmetre de termoparells" especialment adaptat per a la mesura de temperatura amb termoparells Els potenciòmetres per utilitzar amb termoparells també mesuren la temperatura a la qual es connecten els cables del termoparell, de manera que es pot aplicar una compensació de la unió freda per corregir el CEM aparent mesurat a la temperatura estàndard de la unió freda de 0 graus C.

## Química analítica
Per fer una determinació potenciomètrica d’un analit en una solució, es mesura el potencial de la cèl·lula. Aquesta mesura s’ha de corregir en funció del potencial de referència i d’unió. També es pot utilitzar en mètodes d’estandardització. La concentració de l'analit es pot calcular a partir de l'equació de Nernst Existeixen moltes varietats d’aquest principi bàsic per a mesures quantitatives.

## Mesurador pont
Un Mesurador pont és un tipus simple de potenciòmetre que es pot utilitzar als laboratoris de ciències escolars per demostrar el principi de la mesura de la resistència per mitjans potenciomètrics. Es posa un fil de resistència al llarg d’una regla i el contacte amb el fil es fa a través d’un galvanòmetre mitjançant un control lliscant. Quan el galvanòmetre llegeix zero, la relació entre les longituds de fil a l'esquerra i la dreta del control lliscant és igual a la relació entre els valors d'una resistència coneguda i una desconeguda en un circuit paral·lel.